# Емерих Йозеф фон Далберг
Емерих Йозеф Франц Хайнрих Феликс Дисмас Кемерер фон Вормс-Далберг (на немски: Emmerich Joseph Franz Heinrich Felix Dismas Kämmerer von Worms-Dalberg Duc de Dalberg; * 30 май 1773, Майнц, Курфюрство Майнц; † 27 април 1833, дворец Хернсхайм при Вормс, Велико херцогство Хесен) е херцог на Далберг при Бад Кройцнах, дипломат и политик на Великото херцогство Баден, френски държавен министър и пер на Франция.

## Живот
Той е син на министъра фрайхер Волфганг Хериберт фон Далберг (1750 – 1806) и фрайин Мария Елизабет Августа Улнер фон Дипург (* 1751), дъщеря на фрайхер Йохан Филип Улнер фон Дипург и фрайин Мария Луиза фон Лое цу Висен.
Емерих Йозеф има още като дете място като домхер в Майнц, но се отказва през 1787 г. През 1803 г. започва държавна служба в Баден, става пратеник в Париж (1803 – 1809). Запознава се и става приятел с Шарл Морис дьо Талейран.
В началото на 1810 г. той участва в подготовката на женитбата на Наполеон I и Мария-Луиза фон Хабсбург през март 1810 г. Малко след това през март 1810 г. той напуска службата пратеник в Париж и държавна служба в Баден.
Имотите на Емерих Йозеф се намират най-вече на левия бряг на Рейн и така от 1798 г. във Франция. Той взема френско жителство, за да си получи отново собственостите.
Той става пер на Франция през 1810 г. На 14 април същата година е издигнат на херцог на Далберг и държавен съветник, получава дотация от 4 милиона франка и годишна рента от 200 000 франка. Херцогската му титла е: Duc de Dalberg.
Той е министър, един от петте члена на провизорното управление при Виенския конгрес и пратеник в Торино (1815 – 1820).

## Фамилия
Емерих Йозеф фон Далберг се жени на 27 февруари 1808 г. в Париж за Мария Пелегрина Терея Катерина де Бригноле-Сале (* 1787; † 15 декември 1825, Хернсхайм), дъщеря на маркиз Антонио Гюлио де Бригноле-Сале от Генуа (* 1764) и Анна Пиери. Те имат две дъщери, само едната пораства:
- Мария Луиза Пелина (* 6 януари 1813, Париж; † 14 март 1860, Брайтън), наследничка, омъжена I. на 9 юли 1832 г. в Париж за британския аристократ Фердинанд Рихард Едвард Актон 7. Баронет (* 24 юли 1801; † 31 януари 1837, Париж), II. на 25 юли 1840 г. за британския държавник Гранвил Георг Левесон-Говер, 2. Еарл Гранвил (* 11 май 1815, Лондон; † 31 март 1891, Лондон)
- Августа Мария Елизабет Карола (* 25 октомври 1816; † 1816)